# Monceau Saint-Gervais

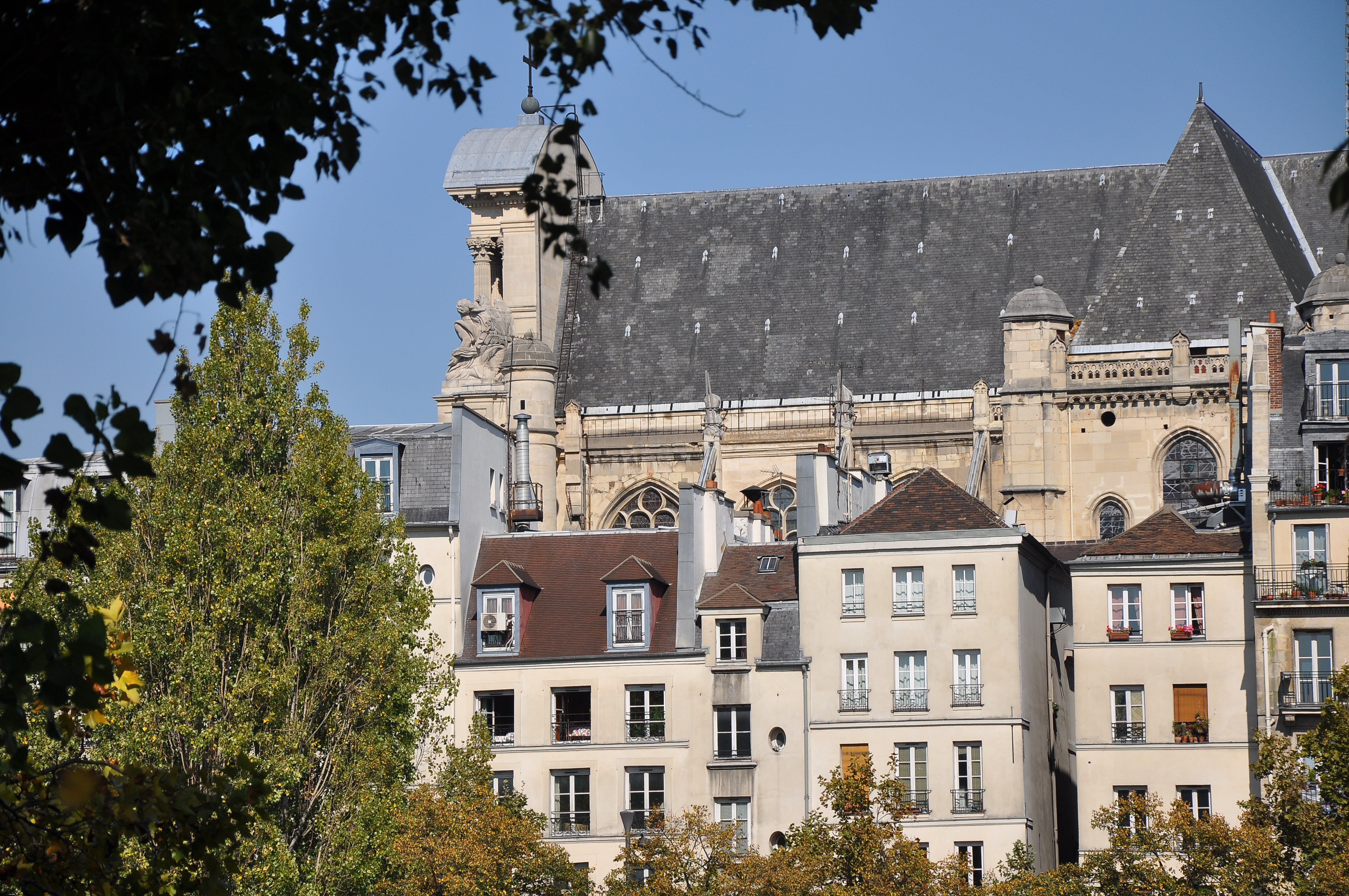
Il monceau è dominato dalla chiesa dei Santi Gervasio e Protasio, da cui prende il nome ; qui una vista dalla punta occidentale dell'Île Saint-Louis.

Il Monceau Saint-Gervais si trova nel IV arrondissement di Parigi, nell'attuale quartiere di Saint-Gervais. Corrispondeva all'antico quartiere di Saint-Gervais, a volte chiamato quartiere della Mortellerie; fa parte del Marais.
Un monceau è un piccolo tumulo. I primi insediamenti della città sulla rive droite furono inizialmente realizzati su piccoli cumuli di ghiaia, circondati da terreni paludosi (da cui il nome Marais) inondati dalla Senna durante le piene. Uno di questi tumuli si trova dietro il municipio, attorno alla chiesa chiesa dei Santi Gervasio e Protasio; il dislivello è quasi scomparso a causa del parziale livellamento del 1844-1847 e dell'innalzamento del terreno circostante, ma la scalinata tra la rue des Barres, che segue approssimativamente la linea di cresta del tumulo, e la rue François- Miron, ne è testimonianza.

## Topografia

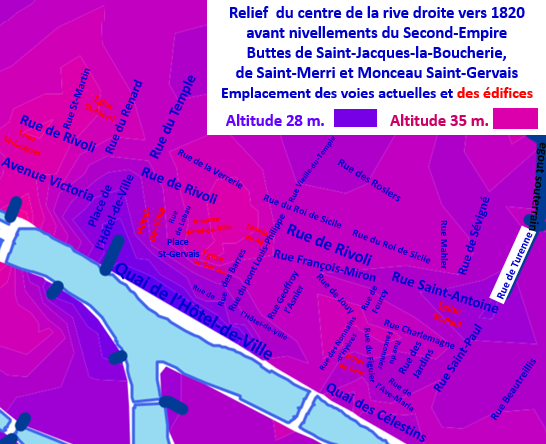
Rilievo dei quartieri centro-orientali di Parigi intorno al 1820

Il monceau Saint-Gervais è la parte meridionale del quartiere Saint-Gervais. Non essendo un distretto amministrativo, i suoi limiti non possono essere fissati in modo rigido.
In senso lato può essere inteso come l'intero tumulo emerso dalla zona paludosa allagabile della riva destra in epoca gallo-romana e nell'alto Medioevo. Questa piccola collina si estendeva a est fino alla rue Beautreillis, a nord fino a rue du Roi-de-Sicile e rue de la Verrerie e terminava a ovest in place de Grève (place de l’Hôtel-de-Ville). Al di là, a nord della rientranza di questa piazza, le parti emergenti continuano dalla Butte des Arcis all'altezza della tour Saint-Jacques (ex quartiere Saint-Jacques-la-Boucherie) e intorno alla chiesa Saint-Merri. Questo rilievo, addolcito nel Medioevo dall'innalzamento delle parti inferiori a seguito dell'accumulo di macerie derivanti dalla distruzione-ricostruzione di edifici nel corso dei secoli, era rimasto relativamente evidente fino al 1850 circa, prima cioè delle operazioni di livellamento nell'ambito del riordino cittadino del Secondo Impero. Ne restano alcune vestigia, ad esempio le scale di rue Cloche-Perce su entrambi i lati di rue de Rivoli, la più visibile delle quali è l'isolotto intorno alla chiesa di Saint-Gervais che domina l'ambiente.
Nel senso più ristretto, il monceau di Saint-Gervais può essere limitato a questo settore tra rue du Pont-Louis-Philippe e rue de Brosse, che è quello della parte occidentale dell'insalubre isolato n. 16 ristrutturato negli anni cinquanta del Novecento e fino agli inizi degli anni settanta sotto la direzione dell'architetto Albert Laprade.
Può anche essere inteso come l'intero territorio interessato da tale piano di rinnovamento urbano che si estendeva a sud dalle vie François-Miron e Saint-Antoine fino alla via Saint-Paul.

## Storia

### Epoca antica
Essendo la città romana di Lutezia sulla riva sinistra, la riva destra non era quasi occupata prima dell'inizio dell'Alto Medioevo.
Nel II secolo una via romana lasciava Lutezia dirigendo su Melodunum (Melun) e quindi a Agendicum (Sens), secondo il tracciato dell'attuale rue François-Miron prolungata dalla rue Saint-Antoine, dapprima lungo il lato nord del monceau, attraversando poi la palude verso est (la base stradale fu ritrovata nel 1899, rinforzata con palafitte e muri di contenimento).
Come per tutte le strade importanti che lasciavano una città nell'antichità, la fiancheggiava una necropoli, prima romana e poi merovingia (le ossa furono trovate nel XVIII secolo all'altezza dei numeri da 2 a 14 della strada).

### Età medievale
Le prime costruzioni formavano, nell'Alto Medioevo, un borgo di pescatori e barcaioli, con una propria chiesa (del V secolo, sul sito dell'attuale chiesa di Saint-Gervais), il tutto protetto da una palizzata. La città fu integrata all'abitato medievale in estensione sulla riva destra durante la costruzione nel X secolo di una cinta muraria da cui usciva la strada romana attraverso la porta Baudoyer (vicino a Place Baudoyer, all'altezza di rue des Barres), demolita con la costruzione della cinta di Filippo Augusto.
La roccaforte di Monceau Saint-Gervais che comprendeva la chiesa di Saint-Jean-en-Grève e quella dei Santi Gervasio e Protasio, apparteneva nell'XI secolo alla famiglia dei conti di Meulan poi, dopo diverse transazioni, giunse al re Filippo Augusto al momento del completamento della cinta.
Ai piedi del monceau e sulle rive della Senna si trovava il mercato principale della riva destra, trasferito da Luigi VII a Champeaux. Gli abitanti del quartiere ottennero dal re che non venisse eretto nessun edificio nello spazio che il mercato lasciava (carta del 1141), che divenne quindi Place de Grève. Sul lato orientale della piazza si aprivano due strade: rue du Martroi (che portava a rue du Pourtour-Saint-Gervais e passava dal XVI secolo sotto il municipio presso il portico Saint-Jean) e rue de la Mortellerie. Quest'ultima prese nel 1835, subito dopo l'epidemia di colera del 1832, il nome di Rue de l'Hôtel-de-Ville, su richiesta degli abitanti del posto che trovarono il nome troppo macabro, con la sua assonanza con la morte (i mortelier erano i muratori che usavano la malta, mortier).
Le rive della Senna erano ancora semplici spiagge dai pendii ripidi. Il Quai de la Grève (specializzato nella movimentazione di fieno e carbone) correva da Place de Grève a Rue des Barres, dove iniziava il Port-au-Blé, dedicato al grano.
Il quartiere, chiamato talvolta quartiere della Mortellerie, si estendeva dal XII al XVI secolo verso est fino alle mura di Filippo Augusto (al di là si trova il quartiere di Saint-Antoine), la rue du Pourtour-Saint-Gervais è la sua estremità settentrionale, a partire da Place de Grève.

### Età moderna
Nel XVII secolo i quartieri vengono ridefiniti; il quartiere di Saint-Gervais, ribattezzato quartiere dell'Hôtel-de-Ville, si estende ora dallo Châtelet a ovest sino alle fortificazioni di Carlo V a est, queste ultime che presto saranno demolite e trasformate in un boulevard (l'attuale boulevard Bourdon). Rue du Monceau-Saint-Gervais costituisce ancora il suo limite settentrionale, separandolo dal quartiere di Place Royale. Nel 1702 il quartiere fu diviso tra quello di Grève (place de Grève e il monceau Saint-Gervais) e quello di Saint-Paul al livello di rue Geoffroy-l'Asnier .
Nel quartiere si trovano ancora alcuni edifici del XVI e soprattutto del XVII secolo:
- la residenza cittadina dell'abbazia di Maubuisson, un edificio a graticcio costruito nel 1540 acquistato dalla comunità delle Suore della Croce al 12 di rue des Barres
- la casa cosiddetta di Marie Touchet, al 22 bis di rue du Pont-Louis-Philippe;
- l'Hôtel d'Aumont, al 7 rue de Jouy;
- l'Hôtel de Beauvais, al 68 di rue François-Miron;
- l'hotel Chalon-Luxembourg, al 26 di rue Geoffroy-l'Asnier;
- l'Hôtel d'Ourscamp, al 31 di rue Geoffroy-l'Asnier.

### Età contemporanea

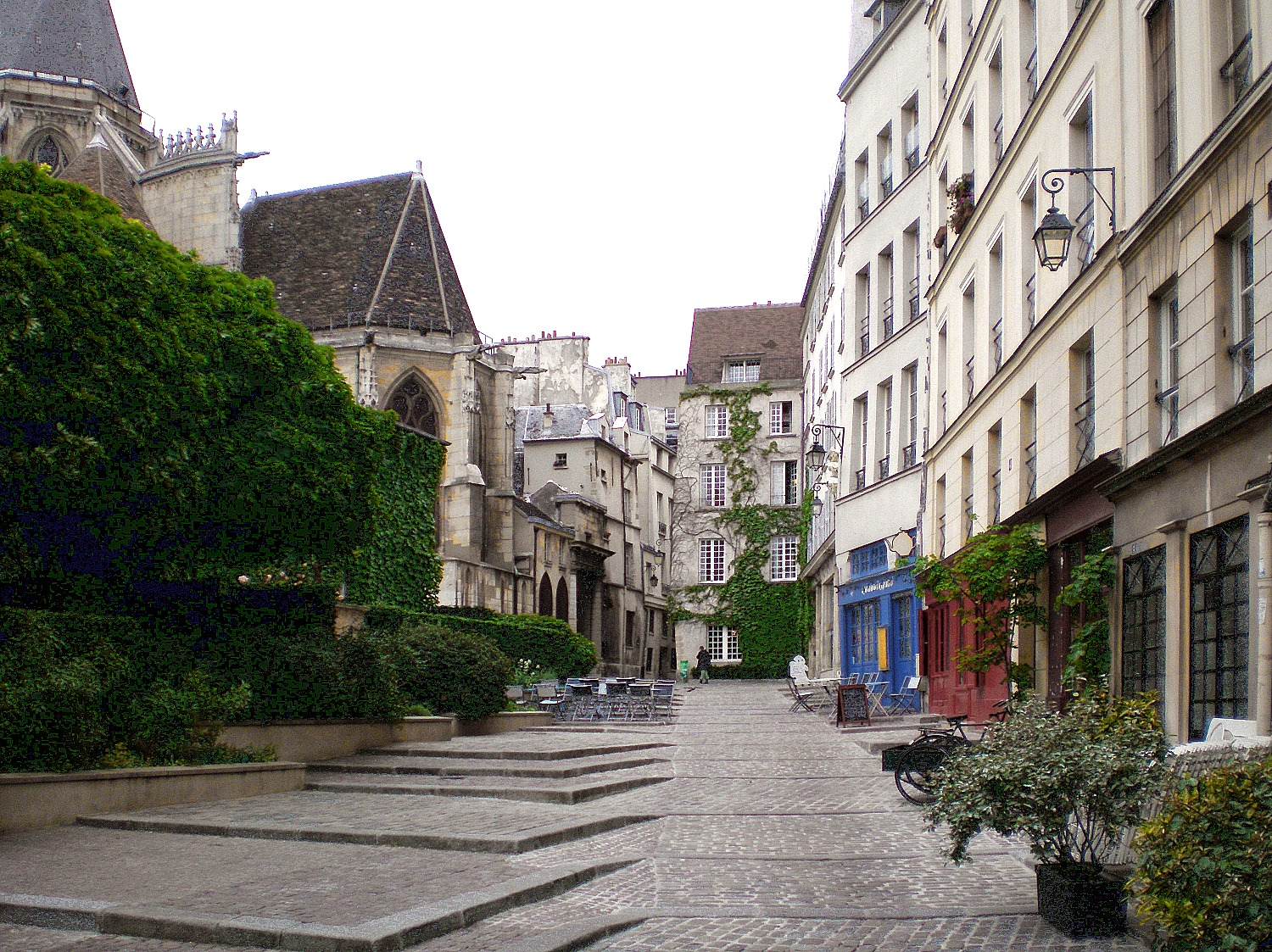
La salita di rue des Barres (nel 2007).

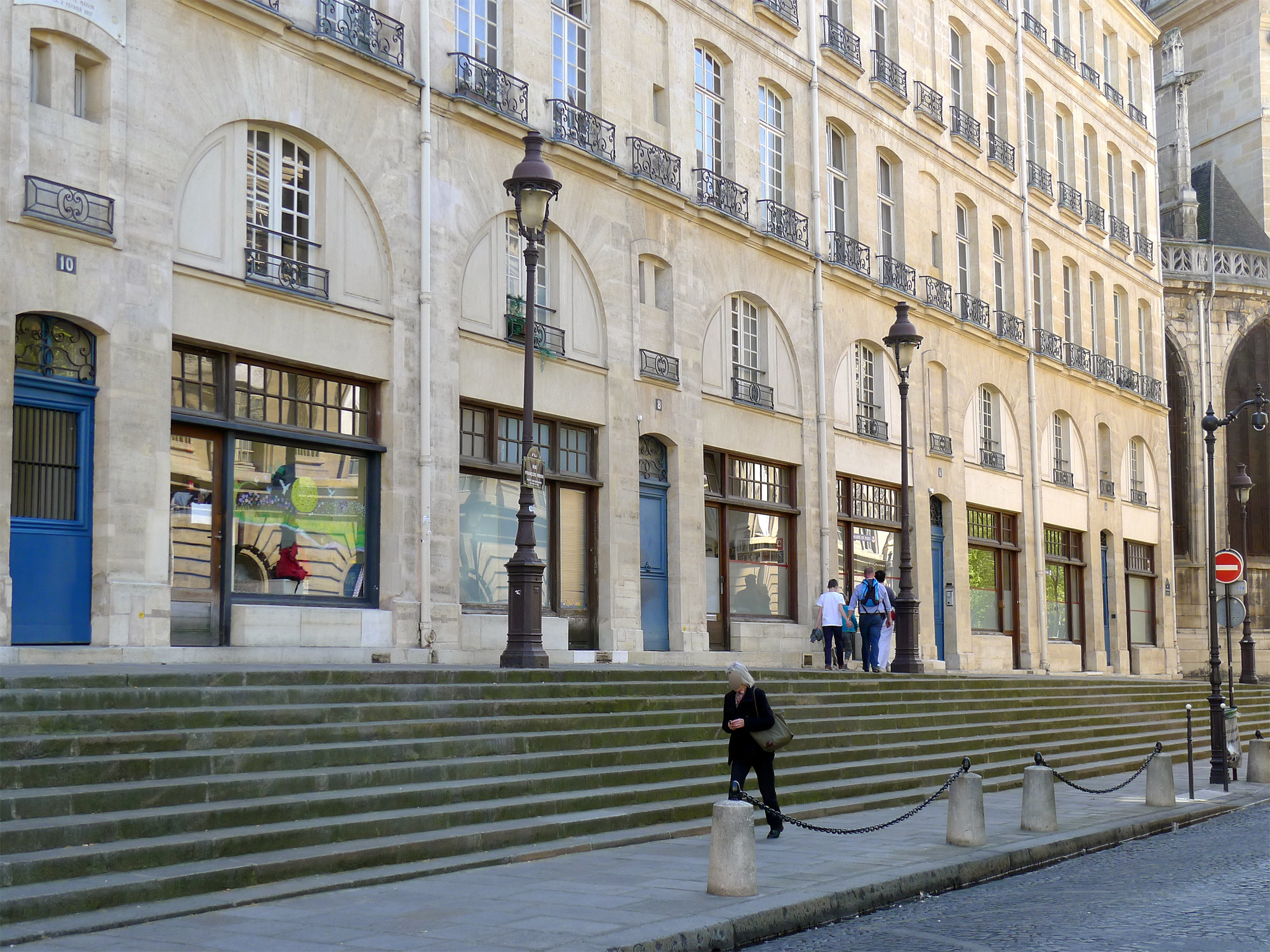
L'attuale dislivello, lato rue François-Miron, un tempo un isolato insalubre ristrutturato.

Durante la Rivoluzione francese, il quartiere della Grève divenne la sezione dell'Hôtel-de-Ville (ribattezzata sezione Maison-Commune, poi sezione Fidélité), mentre il quartiere di Saint-Paul divenne la sezione dell'Arsenale, separate le due da rue de Fourcy e rue des Nonnains-d'Hyères.
La rue du pont Louis-Philippe fu perforata sul fianco della collinetta dalla società concessionaria del pont-Louis-Philippe diretta da Charles e Paul Seguin con un'ordinanza del 13 marzo 1833, determinando la distruzione delle vecchie case e la costruzione intorno al 1840 di edifici omogenei di cinque piani allineati con negozi al piano terra ed edifici destinati alla borghesia ai piani superiori.
A metà del XIX secolo, il prefetto Haussmann rase al suolo la parte occidentale del monceau Saint-Gervais tra l'Hôtel-de-Ville e la chiesa di Saint-Gervais: nel 1850-1854 fu aperta la rue de Lobau (occupa il posto delle antiche rue du Martroi, du Pet-au-Diable, Pernelle, de la Levrette e du Tourniquet-Saint-Jean), la place Saint-Gervais fu ampliata e fu costruita la caserma Napoléon, o caserma Lobau (al posto di un centinaio di case).
A est di questo spazio ristrutturato, il quartiere fu classificato nel 1921 come isolato antigienico n. 16 fino a Rue Saint-Paul a causa dell'elevata mortalità dovuta alla tubercolosi. Quest'area di 15,6 ettari fu oggetto nel 1938 di un progetto di abbattimento di tutte le vecchie case e di costruzione di un vasto annesso al Municipio con giardini, viali ed edifici su 15 ettari da rue de Brosse a rue Saint-Paul. Questo progetto, contestato dai difensori del patrimonio, fu sostituito nel marzo 1944 da un piano di sviluppo più misurato attuato da tre architetti.
La ristrutturazione del settore occidentale dell'isolato antigienico attorno alla chiesa di Saint-Gervais, delimitato a est da rue du Pont-Louis-Philippe, è stato affidato all'architetto Albert Laprade che ha mantenuto il tracciato delle vie con alcuni allineamenti o limitati ingrandimenti.
La maggior parte degli interventi di ristrutturazione di questo settore sono stati interventi di recupero di vecchi edifici e di pulizia degli spazi retrostanti denominati curettage.

## Accesso
Al quartiere si accede tramite le stazioni della metropolitana:
- Hôtel de Ville (linee 1 e 11);
- Pont Marie (linea 7).